# Michael Halvarson
Michael Halvarson, född 30 juli 1976 i Stockholm, är en svensk illusionist som specialiserat sig på ficktjuveri. Han har under flera år arbetat med Cirque du Soleil och, för den breda publiken, är han kanske mest känd för sin medverkan i SVT:s programserie Helt magiskt.
Halvarson debuterade på Wallmans salonger i Stockholm 1993.
Utöver sitt arbete som scenartist, skådespelare och magiker har han även regisserat musikvideor.